# Yonghe
Yonghe (en chino, 永和; pinyin, Yǒnghé) es un condado bajo la administración directa de la Prefectura Linfen  en la Provincia de Shaanxi, República Popular China. Su área es de 1214 km² y su población total para 2010 superó los 60 mil habitantes.

## Administración
El condado de Yonghe se divide en 7 pueblos que se administran en 2 poblados y 5 villas.

## Toponimia
El condado Linhe (临河) se estableció en la dinastía Zhou del Norte (579), y su nombre actual fue cambiado por el emperador Kaihuang en la dinastía Sui (598): según las "Crónicas de los condados de Yuanhe". lleva el nombre del paso Yonghe [/Yong-Jə/] (永和关 'paz eterna') ubicado al oeste del condado.